# Moody's
Moody's Corporation è una società privata con sede a New York che esegue ricerche finanziarie e analisi sulle attività di imprese commerciali e statali.
Per le attività che analizza, l'azienda realizza il rating che porta il suo nome: si tratta di un indice che misura la capacità di restituire i crediti ricevuti in base a una scala standardizzata e suddivisa tra debiti contratti a medio termine e a lungo termine. Moody's, insieme a Standard & Poor's, è una delle due maggiori agenzie di rating al mondo.
Al 2006 la sua quota di mercato era del 40%, contro il 39% di Standard & Poor's, il 16% di Fitch Ratings e il 3% di A. M. Best. Dal 19 giugno 1998 Moody's è quotata al New York Stock Exchange e dal 4 agosto 2011 è indagata per aggiotaggio.
Del suo azionariato fa parte il magnate statunitense Warren Buffett, in posizione di azionista di controllo.

## Storia
Moody's è stata fondata nel 1909 da John Moody, un giornalista economico interessato alla trasparenza finanziaria delle aziende, causa secondo lui di un mini-crash finanziario del 1909. Già nel 1900 pubblicò il Manual of industrial securities e successivamente nel 1909 fondò Moody's. Primo analista finanziario, nello stesso 1909 cominciò ad assegnare valutazioni alle obbligazioni emesse dalle imprese ferroviarie degli Stati Uniti, perché ricordiamo che all'epoca (e fino al 1920) le persone comuni non investivano ancora nelle azioni delle società quotate in borsa, bensì nelle obbligazioni.

## Azionariato
Il primo azionista di Moody's, con il 13,4%, risulta la holding Berkshire Hathaway. Successivamente, compare come seconda Vanguard, con il 7,1%. Terza è una società di gestione di hedge fund, con il 4,49%. Mentre quarta è BlackRock, con il 4,45%.

## Valutazione del credito
| Moody's credit rating                         | Moody's credit rating | Moody's credit rating                                                            |
| Grado d'Investimento (Investment grade)       | Grado d'Investimento (Investment grade) | Grado d'Investimento (Investment grade)                                          |
| Rating                                        | Lungo termine | Breve termine                                                                    |
| --------------------------------------------- | --- | -------------------------------------------------------------------------------- |
| Aaa                                           | Eccellente qualità, rischio d'insolvenza più basso. | Prime-1 Migliori capacità di far fronte agli impegni di breve periodo            |
| Aa1                                           | Alta qualità, rischio d'insolvenza molto basso. | Prime-1 Migliori capacità di far fronte agli impegni di breve periodo            |
| Aa2                                           | Alta qualità, rischio d'insolvenza molto basso. | Prime-1 Migliori capacità di far fronte agli impegni di breve periodo            |
| Aa3                                           | Alta qualità, rischio d'insolvenza molto basso. | Prime-1 Migliori capacità di far fronte agli impegni di breve periodo            |
| A1                                            | Qualità superiore alla media, rischio d'insolvenza basso.                                                                                                  | Prime-1 Migliori capacità di far fronte agli impegni di breve periodo            |
| A2                                            | Qualità superiore alla media, rischio d'insolvenza basso.                                                                                                  | Prime-1/Prime-2 Ottime capacità di far fronte agli impegni di breve periodo      |
| A3                                            | Qualità superiore alla media, rischio d'insolvenza basso.                                                                                                  | Prime-1/Prime-2 Ottime capacità di far fronte agli impegni di breve periodo      |
| Baa1                                          | Media qualità, rischio d'insolvenza medio | Prime-2 Buone capacità di far fronte agli impegni di breve periodo               |
| Baa2                                          | Media qualità, rischio d'insolvenza medio | Prime-2/Prime-3 Accettabili capacità di far fronte agli impegni di breve periodo |
| Baa3                                          | Media qualità, rischio d'insolvenza medio | Prime-3 Sufficienti capacità di far fronte agli impegni di breve periodo         |
| Grado di Non-Investimento (Speculative grade) | |                                                                                  |
| Rating                                        | Lungo termine | Breve termine                                                                    |
| Ba1                                           | Titoli speculativi con rischio d'insolvenza significativo.                                                                                                 | Not Prime Non rientra in nessuna delle precedenti categorie                      |
| Ba2                                           | Titoli speculativi con rischio d'insolvenza significativo.                                                                                                 | Not Prime Non rientra in nessuna delle precedenti categorie                      |
| Ba3                                           | Titoli speculativi con rischio d'insolvenza significativo.                                                                                                 | Not Prime Non rientra in nessuna delle precedenti categorie                      |
| B1                                            | Speculativo, alto rischio d'insolvenza. | Not Prime Non rientra in nessuna delle precedenti categorie                      |
| B2                                            | Speculativo, alto rischio d'insolvenza. | Not Prime Non rientra in nessuna delle precedenti categorie                      |
| B3                                            | Speculativo, alto rischio d'insolvenza. | Not Prime Non rientra in nessuna delle precedenti categorie                      |
| Caa1                                          | Scarsa qualità, rischio molto alto. | Not Prime Non rientra in nessuna delle precedenti categorie                      |
| Caa2                                          | Scarsa qualità, rischio molto alto. | Not Prime Non rientra in nessuna delle precedenti categorie                      |
| Caa3                                          | Scarsa qualità, rischio molto alto. | Not Prime Non rientra in nessuna delle precedenti categorie                      |
| Ca                                            | Estremamente speculativo, con la possibilità di essere sull'orlo del default, ma con qualche possibilità di ottenere il pagamento di interessi e capitale. | Not Prime Non rientra in nessuna delle precedenti categorie                      |
| C                                             | Peggiore qualità, di solito in default e con scarse o assenti possibilità di recuperare sia gli interessi sia il capitale investito.                       | Not Prime Non rientra in nessuna delle precedenti categorie                      |

## Critiche e inchieste giudiziarie

### Critiche
Alcuni critici hanno evidenziato come Moody's, alla pari di altre agenzie, sia remunerata dalle stesse società su cui è chiamata a esprimere giudizi di redimibilità. Inoltre, i suoi stessi azionisti principali (banche, gruppi finanziari, fondi privati), si servono dei suoi rating per acquistare prodotti finanziari sul mercato finanziario, evidenziando una situazione di conflitto di interesse.
L'agenzia Moody's è criticata per aver riconosciuto un rating di massima affidabilità (la cosiddetta tripla A) alla Banca Lehman Brothers, fino a poco tempo prima della bancarotta, malgrado l'amministratore della banca, Richard Fuld, avesse da tempo presentato dei falsi bilanci e malgrado si sapesse che negli ultimi dieci anni aveva versato 300 000 dollari a deputati e senatori del congresso americano per corromperli.
A causa dei ripetuti e clamorosi errori di valutazione, evidenti dagli anni novanta le Borse, in vari casi, hanno mostrato di ignorare il declassamento di Moody's.
Mario Draghi, presidente della Banca centrale europea, il 24 gennaio 2011, ha detto al Pubblico Ministero della procura di Trani: Bisogna fare a meno delle agenzie di rating: sono altamente carenti e discreditate.

### Indagini giudiziarie e amministrative
Insieme a Standard & Poor's, Moody's è sotto inchiesta per l'accusa di aver manipolato il mercato con dati falsi sui titoli tossici.
Il magistrato indaga, per aggiotaggio e market abuse, Ross Abercromby, l'analista di Moody's che ha firmato il rapporto diffuso il 6 maggio del 2010 a mercati aperti in cui si affermava che il sistema bancario italiano, in seguito al tracollo della Grecia, era tra quelli a rischio. La diffusione del rapporto, che la Procura ritiene basato su «giudizi infondati e imprudenti» provocò il crollo del mercato dei titoli italiani.
Il presidente dell'Adusbef, Elio Lannutti, ha precisato che:
Il pm e la Guardia di finanza contestano alle agenzie di rating anche l'aggravante di «aver cagionato alla Repubblica Italiana un danno patrimoniale di rilevantissima gravità», che dovranno risarcire.
Il processo si è concluso il 30 marzo 2017 con l'assoluzione di tutti gli indagati perché il fatto non sussiste.
La European Securities and Markets Authority (Esma), l'autorità paneuropea di vigilanza sui mercati, il 2 luglio 2012, ha avviato un'indagine sulle procedure seguite dalle tre principali agenzie di rating nella loro valutazione della solidità patrimoniale delle banche. Il presidente dell'Esma, Steven Maijoor, dopo i recenti "declassamenti di massa", ha sollevato il dubbio "se vi siano sufficienti risorse analitiche" presso le tre agenzie.